# Ꝛ

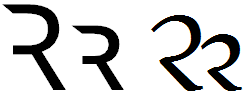

Ꝛꝛ(R 로툰다), 영문식으로 R rotunda, rotunda R, rounded r로 부르며 R에서 수직선이 빠졌기에 동그란 R이란 뜻이다. 중세 인쇄 기술 중에 r을 다른 방식으로 디자인하여 조판한 것에서 유래하였기에 고딕체로 쓸 때도 유용하게 쓰인다.

## 같이 보기
- 긴 s
- 인도 루피 기호